# 歇洛克·福尔摩斯 (1984年电视剧)
《歇洛克·福尔摩斯》（英語：Sherlock Holmes）是一部由ITV Granada公司制作的英国电视影集系列，于1984年4月至1994年4月在独立电视台播出。由杰里米·布雷特饰演主角歇洛克·福尔摩斯。他在本片中的演出如今依旧广受欢迎，并被认为是最具权威性的福尔摩斯形象。
台灣曾由公視在1980年代，借用老三台頻道時段的時期於深夜時段播出。另外台視也曾於「台視午夜場」的深夜影集時段，播出本作品的部特分單元。